# Садиня Вас-при-Двору
Садиня Вас-при-Двору (словен. Sadinja vas pri Dvoru) — поселення в общині Жужемберк, регіон Південно-Східна Словенія, Словенія. Висота над рівнем моря: 248,2 м.